# Remarketing
Remarketing (inaczej retargeting) – rodzaj kampanii prowadzonej m.in. w ramach programu reklamowego Google Ads. Kampanie tego rodzaju wykorzystywane są w celu powtórzenia przekazu reklamowego użytkownikom, którzy odwiedzili stronę firmy/produktu. W dobie bardzo dużej ilości przekazów reklamowych rozwiązanie to pozwala skutecznie docierać do potencjalnych klientów, chociaż opinia o skuteczności tego rozwiązania jest podzielona.
Zasada działania:
1. Użytkownik wchodzi na stronę internetową
2. Google umieszcza plik cookies w przeglądarce, że dana osoba odwiedziła stronę internetową
3. Użytkownik opuszcza witrynę i przegląda strony będące w sieci reklamowej AdSense (obejmują serwisy każdej wielkości i dowolną tematykę)
4. Plik cookies uruchamia wyświetlanie reklam w sieci reklamowej
5. Użytkownik ponownie wraca na stronę i/lub dokonuje zakupu

Rodzaje remarketingu:
1. Statyczny – jeden przekaz reklamowy, niezależnie które części witryny użytkownik odwiedził
2. Dynamiczny – wyświetlana jest reklama konkretnego produktu, który użytkownik zobaczył w witrynie. Ma on możliwość bezpośredniego wejścia na stronę i dokonanie zakupu. Idealne rozwiązanie dla sklepów internetowych.